# Кождангалия
Кождангалия — левый приток реки Когильник, расположенный на территории Чимишлийского района (Молдавия). На топографической карте указана как Балка Каждангалия.

## География
Длина — 10 км. Площадь бассейна — 54,3 км². Русло пересыхает, в приустьевой части выпрямлено в канал (канализировано) с двухсторонней дамбой. Пойма заболоченная с прибрежно-водной растительностью. На реке создано два водохранилища.
Берёт начало в селе Коштангалия. Река течёт на юг. Впадает в реку Когильник (на 159-м км от её устья) севернее города Чимишлия.
Притоки: нет крупных.
Населённые пункты: Коштангалия